# We Love Life
Albums de Pulp
This Is Hardcore
(1998) Hits
(2002)
We Love Life est le septième album studio du groupe anglais Pulp, sorti le 22 octobre 2001 et ne rencontrant pas le même succès que les deux précédents. Les textes, signés Jarvis Cocker, abordent des sujets assez simples comme les arbres (The Trees) ou les oiseaux (The Birds In Your Garden), mais la rupture amoureuse est très souvent présente (Bad Cover Version).

## Liste des pistes
1. Weeds
2. Weeds II (the origin of the species)
3. The Night that Minnie Timperley Died
4. The Trees
5. Wickerman
6. I Love Life
7. The Birds In Your Garden
8. Bob Lind (the only way is down)
9. Bad Cover Version
10. Roadkill
11. Sunrise

## Musiciens
- Jarvis Cocker - chant, guitare
- Mark Webber - guitare
- Candida Doyle - claviers
- Steve Mackey - basse
- Nick Banks - batterie

## Singles extraits de l'album
- Sunrise / The Trees
- Bad Cover Version / Yesterday / Forever In My Dreams

## Certifications
| Pays              | Certification | Date       | Unités certifiées |
| ----------------- | ------------- | ---------- | ----------------- |
| Royaume-Uni (BPI) | Argent        | 19/10/2001 | 60 000            |